# Cristina Galbó
Cristina Galbó Sanchez (* 17. Januar 1950 in Madrid) ist eine spanische Schauspielerin.

## Leben
Galbó trat bereits im Alter von 13 Jahren in Filmen auf; gleich für ihre erste Rolle wurde sie ausgezeichnet. Danach wurde sie in vielen Genrefilmen der 1960er und 1970er Jahre eingesetzt. Meist war sie dabei die bedrohte Schönheit in Horrorfilmen oder das Love Interest des Italowestern-Helden. Von 1969 an war sie bis zu dessen frühem Tod im Jahr 1974 mit Peter Lee Lawrence verheiratet. Um 1990 verließ sie das Filmgeschäft und ihre Heimat und zog in die USA, wo sie als Flamenco-Tänzerin und -lehrerin arbeitete.
1963 erhielt sie die Goldmedaille beim Festival Internacional de Cine de San Sebastián.

## Filmografie (Auswahl)
- 1967: Glut der Sonne (Dove si spara di più)
- 1968: Zweimal Judas (Due volte Giuda)
- 1969: Das Versteck – Angst und Mord im Mädcheninternat (La residencia)
- 1972: Das Geheimnis der grünen Stecknadel (Cosa avete fatto a Solange?)
- 1974: Frauen im Zuchthaus (Prigione di done)
- 1974: Das Leichenhaus der lebenden Toten (Non si deve profanare il sonno dei morti)
- 1975: L’assassino è costretto ad uccidere ancora